# Shenandoah (Pennsylvania)
Shenandoah è un comune (borough) degli Stati Uniti d'America, situato nello stato della Pennsylvania, nella contea di Schuylkill.